# شوما آناند
شوما آناند (انگلیسی: Shoma Anand؛ زادهٔ ۱۶ فوریهٔ ۱۹۵۸) یک هنرپیشه اهل هند است.وی معمولاً در نقش های مکمل بازی می کند.از جمله فیلم های این بازیگر می توان به شاید فردایی نباشد اشاره کرد.

## فیلم‌شناسی
فهرست برخی از فیلم‌هایی که شوما آناند در آنها به ایفای نقش پرداخته است:
- شاید فردایی نباشد
- مرد شجاع
- چقدر باحال هستیم
- باربر
- جاگیر
- آتش و شعله
- شریک زندگی
- دریا دل
- عصر امروز
- آزاد
- دیوانهٔ تو
- باروت
- معبد عشق
- خانه خانوادگی
- هنگامه
- عشق بازی نیست
- جدایی
- زن، این داستان توست
- بخشنده